# First Day Out
First Day Out (с англ. — «Первый день на свободе») — седьмой студийный альбом российского и испанского хип-хоп-исполнителя Kizaru. Он был выпущен 1 июля 2022 года на лейбле Haunted Family, дистрибьютором выступил Zvonko Digital. Делюкс-версия альбома была выпущена на VK Музыке вместе с остальным альбомом, на остальных площадках релиз состоялся 31 июля.

## Предыстория
В марте 2022 года Kizaru сообщил, что перед новым годом его арестовали на 4 месяца: «Многие задавали себе вопрос, куда пропал Кизару. Так вот, 14 ноября меня взял Интерпол в Германии, и меня кинули на 4 месяца на такую зону… Что я охуел конкретно. Новый год, Рождество я провел на зоне… Дайте прийти в себя, я скоро выйду на связь. Всем кто в Украине, братья и сестры, держитесь!», написал рэпер в Instagram. 17 марта на онлайн трансляции в Instagram Kizaru анонсировал мини-альбом из 3-4 песен.
30 июня 2022 года Kizaru провёл прямой эфир, в котором сообщил о выходе нового альбома в полночь. «Я потратил на этот проект больше года. Некоторые треки лежали очень долго и я их никому не показывал. Решил, что пришло время», сообщил исполнитель в социальных сетях. Альбом вдохновлён мемфис-музыкой и музыкой объединения Paper Route Empire, которым руководил погибший в 2021 году Young Dolph; «Новым мемфисом. Не старым-лоуфайным. Жирный трэп-вэйв. Я был вдохновлен артистами Paper Route Empire, Key Glock, Young Dolph, Big Moochie Grape, Kenny Munie и т.д». добавил артист.

## Продвижение
В полночь 1 июля 2022 года с релизом альбома стал доступен чат-бот в группе артиста во «ВКонтакте». Написав в личные сообщения группы, пользователь получит голосовое сообщение и видео от Kizaru и шанс выиграть фирменный мерч Haunted Family, а также эксклюзивно слушать финальный трек альбома, который месяц будет доступен только в «VK Музыке». Голосовые сообщения приходили пользователю по мере прослушивания альбома.

## Список композиций
Информация о списке и авторах композиций взята из Spotify, о продюсерах из Genius.
| №                   | Название                         | Автор(ы)                                                      | Продюсер(ы)                                   | Длительность |
| ------------------- | -------------------------------- | ------------------------------------------------------------- | --------------------------------------------- | ------------ |
| 1.                  | «Playa» (при участии Duke Deuce) | Duke Deuce, Митхад Меликов, Олег Нечипоренко                  | YG Woods, DatBoiRiaa                          | 3:12         |
| 2.                  | «Train Wreck»                    | Меликов, Нечипоренко                                          | YG Woods, DatBoiRiaa                          | 2:02         |
| 3.                  | «Yeah»                           | Дмитрий Андриенко, Нечипоренко                                | jumpmvn                                       | 2:07         |
| 4.                  | «First Day Out»                  | Владимир Васильев, Андриенко, Милтиадис Парталис, Нечипоренко | jumpmvn, Blondobeats, Blazerfxme              | 2:14         |
| 5.                  | «Hella Faded»                    | Меликов, Нечипоренко                                          | YG Woods, DatBoiRiaa                          | 2:40         |
| 6.                  | «That White»                     | Виталий Камалов, Андриенко, Нечипоренко                       | jumpmvn, LetDose                              | 3:08         |
| 7.                  | «Elon Musk»                      | Меликов, Нечипоренко                                          | YG Woods                                      | 2:43         |
| 8.                  | «No Stop»                        | Нечипоренко                                                   | BandPla, CLDHRT                               | 2:19         |
| 9.                  | «Trap Shark»                     | Максимилиан Росторопа, Нечипоренко                            | Milian Beatz, Splited Stupid, whitebackisback | 2:26         |
| Общая длительность: | Общая длительность:              | Общая длительность:                                           | Общая длительность:                           | 22:52        |

| №                   | Название            | Автор(ы)               | Продюсеры                                     | Длительность |
| ------------------- | ------------------- | ---------------------- | --------------------------------------------- | ------------ |
| 10.                 | «Top Stunna»        | Росторопа, Нечипоренко | Milian Beatz, Splited Stupid, whitebackisback | 3:22         |
| Общая длительность: | Общая длительность: | Общая длительность:    | Общая длительность:                           | 26:14        |

## Чарты

### Ежедневные чарты
| Чарты (2022)                  | Песня         | Высшая позиция |
| ----------------------------- | ------------- | -------------- |
| Россия (Apple Music)          | Playa         | 6              |
| Россия (Apple Music)          | First Day Out | 12             |
| Россия (Apple Music)          | Train Wreck   | 14             |
| Россия (Apple Music)          | Non Stop      | 17             |
| Россия (Apple Music)          | Yeah          | 19             |
| Москва (Apple Music)          | Playa         | 8              |
| Москва (Apple Music)          | First Day Out | 9              |
| Санкт-Петербург (Apple Music) | First Day Out | 3              |
| Санкт-Петербург (Apple Music) | Non Stop      | 4              |
| Санкт-Петербург (Apple Music) | Playa         | 5              |
| Мир (VK Музыка)               | Playa         | 9              |
| Мир (VK Музыка)               | Train Wreck   | 11             |
| Мир (VK Музыка)               | No Stop       | 15             |
| Мир (VK Музыка)               | First Day Out | 18             |